# Ana Carolina da Silva
Ana Carolina da Silva est une joueuse brésilienne de volley-ball née le 8 avril 1991 à Belo Horizonte. Elle mesure 1,83 m et joue au poste de centrale. 

## Clubs
| Club                      | De        | À         |
| ------------------------- | --------- | --------- |
| Mackenzie EC              | 2005-2006 | 2008-2009 |
| EC Pinheiros              | 2010-2011 | 2010-2011 |
| Rio de Janeiro VC         | 2011-2012 | 2011-2012 |
| EC Pinheiros              | 2012-2013 | 2012-2013 |
| Rio de Janeiro VC         | 2013-2014 | 2016-2017 |
| Nilüfer Belediye          | 2017-2018 | 2017-2018 |
| Praia Clube               | 2018-2019 | 2023-2024 |
| Scandicci Savino Del Bene | 2024-2025 |           |

## Palmarès

### Équipe nationale
- Championnat du monde :
  - Finaliste : 2022
- Grand Prix Mondial
  - Vainqueur : 2014, 2017.
- Ligue des nations
  - Finaliste : 2019.
- World Grand Champions Cup
  - Finaliste : 2017.
- Championnat d'Amérique du Sud
  - Vainqueur : 2015, 2017, 2019.

### Clubs
- Championnat du monde des clubs
  - Finaliste : 2013, 2017.
- Championnat sud-américain des clubs
  - Vainqueur :  2015, 2016, 2017.
  - Finaliste : 2019, 2020.
- Championnat du Brésil
  - Vainqueur : 2014, 2015, 2016, 2017.
  - Finaliste : 2012, 2019.
- Coupe du Brésil
  - Vainqueur : 2016, 2017.
  - Finaliste : 2019, 2020.
- Supercoupe du Brésil
  - Vainqueur : 2015, 2016, 2018, 2019.

### Distinctions individuelles
- Championnat du monde des clubs de volley-ball féminin 2013: Meilleure centrale.
- Championnat sud-américain des clubs de volley-ball féminin 2015: Meilleure centrale[3].
- Championnat du monde des clubs de volley-ball féminin 2015 : Meilleure centrale[4]
- Championnat sud-américain des clubs de volley-ball féminin 2016: Meilleure centrale et MVP.
- Championnat d'Amérique du Sud de volley-ball féminin 2017: Meilleure centrale[5].
- World Grand Champions Cup féminine 2017: Meilleure centrale[6].
- Championnat sud-américain des clubs de volley-ball féminin 2020: 2e meilleure centrale[7].
- Championnat du monde 2022 : Meilleure centrale.